# アリ・アサドフ
アリ・ヒダーヤト・オグール・アサドフ (Ali Hidayat oghlu Asadov, 1956年11月30日 - ) は、アゼルバイジャンの政治家。現在、同国首相（第10代）を務める。

## 生い立ち
出生地はバクー。1974年に中等学校を卒業し、モスクワのプレハーノフ記念ロシア経済アカデミーに入学、1978年に卒業した。1978年から1980年までソ連地上軍に所属した。
1980年、アゼルバイジャン国立科学アカデミーの研究員となり、1981年から1984年にかけてモスクワのソビエト連邦科学アカデミーで教育を受け、経済学の大学院を卒業した。
1989年から1995年にかけて、アリ・アサドフはバクーの政治学研究所にて准教授および学科長を務めた。

## 政歴
1995年11月12日に行われた第一回アゼルバイジャン国民議会選挙で、アリ・アサドフは1995年から2000年の任期で比例代表で新アゼルバイジャン党を代表し国民議員に選出された。
1998年4月17日、経済問題担当のアゼルバイジャン大統領補佐官に任命された。2012年11月30日付のイルハム・アリエフ大統領令により、アサドフは大統領府の副長官に任命された。2017年にアゼルバイジャン大統領の経済担当補佐官に任命された。アサドフはアリエフ大統領の側近とされてきた。2019年10月8日、ノヴルス・マンマドフの辞任に伴い、105対0で第10代首相に選出された。
2024年2月7日に執行された大統領選挙でアリエフがナゴルノ・カラバフ奪還などを追い風に得票率92.1％という圧勝で再選され、2月16日に議会にてアサドフの首相続投が賛成105票、反対1票で承認された。

## 受賞歴
- 祖国勲章（英語版） - 2等勲章（2012年）[12]
- 祖国勲章（英語版） - 1等勲章（2016年）[13]

## 脚注

大統領として初めてアゼルバイジャンを訪問したウクライナのヴォロディミル・ゼレンスキー大統領とアサドフ